# Third Eye Blind
Third Eye Blind je americká rocková skupina, která vznikla v roce 1993 v San Franciscu. V roce 1996 její skladatelské duo Stephan Jenkins a Kevin Cadogan získali pro kapelu kontrakt s hudebním vydavatelstvím Elektra. O rok později skupina vydala své debutové album Third Eye Blind. V té době byli členy kalepy Jenkins (hlavní vokály, doprovodná kytara), Cadogan (sólová kytara), Arion Salazar (baskytara) a Brad Hargreaves (bicí). Krátce po vydání druhého alba Blue (1999) skupinu za poněkud kontroverzních okolností opustil Kevin Cadogan. Third Eye Blind poté dále pokračovali, ovšem s častými personálními změnami. V roce 2003 skupina vydala album Out of the Vein a v roce 2009 Ursa Major. Od té doby skupina vydala další tři alba.

## Členové
Současní členové
- Stephan Jenkins – hlavní vokály, doprovodná kytara, perkuse, klávesy, bicí (1993–současnost)
- Brad Hargreaves – bicí, perkuse, klavír, doprovodné vokály (1995–současnost
- Kryz Reid – sólová kytara, doprovodné vokály (2010–současnost)
- Alex Kopp – klávesy, klavír, syntezátor, doprovodné vokály, další kytara (2011–současnost)
- Alex LeCavalier – baskytara, doprovodné vokály (2013–současnost)

Dřívější členové
- Jason Slater – baskytara, doprovodné vokály (1993–1994)
- Adrian Burley – bicí, perkuse (1993–1994)
- Kevin Cadogan – sólová kytara, doprovodné vokály, klávesy, autoharfa (1993–2000)
- Tony Fredianelli – sólová kytara, doprovodné vokály, klávesy (1993, 2000–2010)
- Arion Salazar – baskytara, doprovodné vokály, kytara, klavír (1994–2006)
- Steve Bowman – drums, percussion (1994)
- Tim „Curveball“ Wright – bicí, perkuse (1994)
- Leo Kremer – baskytara, doprovodné vokály (2006–2007)
- Abe Millett – baskytara, doprovodné vokály, klavír, klávesy (2007–2012)
- Jon Pancoast – baskytara, doprovodné vokály (2012–2013)

## Diskografie
Studiová alba
- Third Eye Blind (1997)
- Blue (1999)
- Out of the Vein (2003)
- Ursa Major (2009)